# نملاوية سوداء الأشواك
نملاوية سوداء الأشواك (الاسم العلمي:Myrmecodia melanacantha) هي نوع من النباتات يتبع جنس النملاوية من الفصيلة الفوية.